# Testimonium
Testimonium (с лат. — «свидетельство») — тринадцатый студийный альбом швейцарской готик-метал-группы Lacrimosa. Релиз состоялся на лейбле Hall of Sermon 25 августа 2017 года. Альбом, представляющий собой реквием из 10 композиций, разделён на четыре акта и посвящён умершим в 2016 году музыкантам, которые оказали влияние на творчество Тило Вольффа.
Новая студийная работа Lacrimosa была анонсирована 10 февраля 2017 года на официальном сайте группы и на страницах в социальных сетях. К тому моменту запись диска была завершена наполовину.
Обложку альбома создал постоянный художник Lacrimosa Штелио Диамантопулос, работавший над оформлением всех предыдущих студийных и большинства концертных альбомов группы. Широкой публике её представили в социальных сетях 17 июля 2017 года.
На песню «Nach dem Sturm» был снят клип, выпущенный группой 23 августа 2017 года. Testimonium попал на 32 место в национальном чарте Германии.

## Концепция
Testimonium продолжает музыкальные традиции всех предыдущих альбомов группы, неким образом объединяя их в себе. Однако его отличие состоит в том, что он является реквиемом из четырёх актов, сочинённым лидером Lacrimosa Тило Вольффом в память о музыкантах, вдохновлявших его своей музыкой и оказавших большое влияние на его собственное творчество. Вольфф назвал этих музыкантов своими героями и учителями, отдельно подчеркнув в преддверии релиза, что L13 — тринадцатый альбом Lacrimosa — не будет состоять из кавер-версий их песен:
- Дэвид Боуи (умер 10 января 2016)
- Принс (умер 21 апреля 2016)
- Леонард Коэн (умер 7 ноября 2016)[3]

## Список композиций
Слова и музыка всех песен — Тило Вольфф, кроме «My Pain» — Анне Нурми.
| №  | Название                     | Длительность |
| -- | ---------------------------- | ------------ |
| 1. | «Wenn unsere Helden sterben» | 5:44         |
| 2. | «Nach dem Sturm»             | 6:55         |

| №  | Название                                | Длительность |
| -- | --------------------------------------- | ------------ |
| 3. | «Zwischen allen Stühlen»                | 4:16         |
| 4. | «Weltenbrand»                           | 7:59         |
| 5. | «Lass die Nacht nicht über mich fallen» | 7:27         |

| №  | Название            | Длительность |
| -- | ------------------- | ------------ |
| 6. | «Herz und Verstand» | 5:33         |
| 7. | «Black Wedding Day» | 4:54         |
| 8. | «My Pain»           | 4:15         |

| №                   | Название            | Длительность |
| ------------------- | ------------------- | ------------ |
| 9.                  | «Der leise Tod»     | 4:44         |
| 10.                 | «Testimonium»       | 10:01        |
| Общая длительность: | Общая длительность: | 61:48        |

## Участники записи
Lacrimosa
- Тило Вольфф (нем. Tilo Wolff) — вокал, гитара, бас-гитара, фортепиано, труба, флюгельгорн
- Анне Нурми (фин. Anne Nurmi) — вокал, клавишные, орган